# ماذا لو؟ (مقالات)
ماذا إذا؟، بعنوان "المؤرخون العسكريون الأوائل في العالم، تخيل ما قد يكون مجموعة من عشرين مقالة وأربعة عشر شريطًا جانبيًا تتناول التاريخ الافتراضي. تم نشره من قبل أبناء ج. ب. بتنام في عام 1999، (ردمك 0-399-14576-1)، وهذا الكتاب فضلا عن اثنين من تتمات، ماذا لو؟ 2 وماذا لو؟ للتاريخ الأمريكي، تم تحريره بواسطة روبرت كاولي. تم دمجه لاحقًا مع ماذا لو؟ 2 لتشكيل مجموعة ماذا لو؟.
قرر كاولي إنشاء الكتاب بعد عدة «ماذا لو؟» تم نشر المقالات في مجلة History History Quarterly، والتي قام بتحريرها، وحظيت باهتمام كبير.

## مقالات
- «بدائل معدية» من تأليف ويليام ماكنيل
  - ماذا لو أن الطاعون لم يجبر الآشوريين على الانسحاب من حصارهم للقدس عام 701 ق.م.
- «لا المجد اليوناني» بقلم فيكتور ديفيس هانسون
  - ماذا لو كان الفرس قد ربحوا معركة سلاميس؟
- «الفتح مرفوض» بقلم جوشيا أوبر
  - ماذا لو مات الإسكندر الأكبر في معركة نهر الغرانيكوس؟
- "Furor Teutonicus: The Teutoburg Forest، 9 AD" بقلم لويس هـ. لابهام
  - ماذا لو كان فاروس قد هزم أرمينيوس في معركة غابة توتوبورج ؟
- «العصور المظلمة صنع أخف» بقلم باري ستراوس
  - ماذا لو كانت معارك أدريانوبل في عام 378 وبواتييه في 732 قد فاز بها الرومان والمسلمون، على التوالي؟
- «الموت الذي أنقذ أوروبا» لسيسيليا هولاند
  - ماذا لو لم يكن أوقطاي خان قد توفي عام 1241 عشية الحصار المغولي على فيينا ؟
- «لو لم يكن هذا الصيف الرطب» بقلم ثيودور ك. راب
  - ماذا لو كان سليمان قد بدأ حصاره في فيينا عام 1529 في وقت سابق من هذا العام؟
- «تضحية هيرنان كورتيس» بقلم روس هاسيج
  - ماذا لو كان كورتيس قد قُتل أو فشلت بعثته إلى المكسيك التي يسيطر عليها الأزتك ؟ (يناقش المقال La Noche Triste، التدمير القريب لقوة كورتيس في عام 1520، كاحتمال رئيسي لوجود نقطة انحراف.)
- «سفن حرق الإنجليزية» للمخرج جيفري باركر
  - ماذا لو كان الأسطول الإسباني قد نزل بنجاح في إنجلترا؟
- «النصر غير المحتمل» لتوماس فليمنج
  - ماذا لو خسر الأمريكيون حرب الاستقلال؟ (ثلاثة عشر طرق معروضة هنا.)
- «ما الذي أحدثه الضباب» بقلم ديفيد ماكولو
  - ماذا لو لم يهرب جورج واشنطن وقواته بعد خسارة معركة لونغ آيلاند؟
- «حاكم العالم» لليستير هورن
  - ماذا لو كان نابليون بونابرت قد اختار القيام بعدة أشياء بشكل مختلف؟
- «إذا لم يكن الطلب المفقود قد فقد» لجيمس مكفرسون
  - ماذا لو لم يفقد روبرت إي لي الأمر الخاص 191 خلال حملة ماريلاند وتمكن من السير عبر ولاية بنسلفانيا الاتحادية وولاية ماريلاند الحدودية دون خوض معركة أنتيتام ؟
- «قناة كونفدرالية وسيناريوهات أخرى» لستيفن دبليو سيرز
  - ماذا لو لم تستمر الحرب الأهلية طالما استمرت؟ (يتم تقديم خمس طرق هنا.)
- «ماذا لو من 1914» روبرت كاولي
  - ماذا لو ظلت المملكة المتحدة محايدة في الحرب العالمية الأولى ؟ (هذا وأربعة احتمالات أخرى معروضة هنا.)
- «كيف كان بإمكان هتلر أن يفوز في الحرب» لجون كيجان
  - ماذا لو تحول الفيرماخت نحو الشرق الأوسط بدلاً من الاتحاد السوفيتي ؟
- «كارثة منتصف الطريق» للمخرج ثيودور ف. كوك الابن
  - ماذا لو فاز اليابانيون في معركة ميدواي ؟
- «فشل يوم D» لستيفن أمبروز
  - ماذا لو كان غزو الحلفاء لأوروبا قد فشل في يونيو 1944؟
- «جنازة في برلين» بقلم ديفيد كلاي لارج
  - ماذا لو كانت القوات الأمريكية وليس السوفياتية قد استولت على برلين عام 1945؟ ماذا لو فشل الجسر الجوي في برلين ؟ ماذا لو كان توحيد ألمانيا قد حدث في عام 1952؟ إلخ.
- «الصين بلا دموع» للمخرج آرثر والدرون
  - ماذا لو الحرب الأهلية الصينية قد انتهت مع تشيانغ كاي شيك لا يسيرون لاستعادة منشوريا من ماو تسي تونغ والشيوعيين ؟